# Kocka, kocka, kockica
Kocka, kocka, kockica (srp. Коцка, коцка, коцкица), je obrazovna dječja televizijska serija Radiotelevizije Beograd prikazivana od 1974. do 1993. godine i ponovo u 2006. godini s Brankom Milićevićem u glavnoj ulozi.
Prvi put je emitirana 27. studenoga 1974. godine na Prvom programu RTB-a.

## Nastanak
Redakcija obrazovnog programa Televizije Beograd je 1972. godine započela istraživanja po vrtićima, razgovarajući s učiteljima i djecom, da bi došlo do prave formule za dječju seriju. Priprema prve epizode trajala je godinu dana. Prvi urednik bio je Ljubiša Bogićević, a scenarist Ljubiša Đokić. 
Poslije deset epizoda, emisija je postala monotematska. Urednica potonjih epizoda sve do 1994. bila je Biserka Pejović.

## Format
Cilj emisije je bio da kroz igru odgovori na što više dječjih pitanja. "Branko Kockica" je djelovao kao učitelj djeci koja bi učestvovala u snimanju emisije.
Emisija je karakteristična po svom žargonu i uzrečicama. Na primjer, Milićević uvijek obraća djeci s "drugari", a kolektivni uzvik je „tata-ta-tira“.

## Glazba
U emisiji se često moglo vidjeti kako "Branko Kockica" djeci svira gitaru i kako s njima pjeva pjesme. 
Najpoznatije pjesme su:
- U svijetu postoji jedno carstvo
- Kocka do kocke, kockice

## Vanjske poveznice
Kocka, kocka, kockica u internetskoj bazi filmova IMDb-a
- Kocka, kocka, kockica na historiansclub.org (Srpski)